# Barry Murphy
Barry Murphy (ur. 5 października 1985 w Dublinie) – irlandzki pływak, specjalizujący się w stylu klasycznym, dowolnym i motylkowym.
W 2012 roku reprezentował swój kraj w igrzyskach olimpijskich w Londynie. Startował w eliminacjach na 50 m stylem dowolnym i na 100 m stylem klasycznym. Na obu dystansach uplasował się na 29. miejscu.
Rok później został brązowym medalistą mistrzostw Europy na krótkim basenie w Herning na 50 m stylem klasycznym.